# گربا
گربا (هندی: गरबा) یا گَرْبَ نوعی رقص گجراتی است که از ایالت گجرات، هند منشأ گرفته است. این نام از واژه سانسکریت گربها گرفته شده است. بسیاری از گرباهای سنتی در اطراف یک چراغ مرکزی روشن یا تصویری از دورگا، الهه هندوییسم یا مجسمه او اجرا می‌شود. به‌طور سنتی، این رقص در طول جشنواره نه روزه هندو نوراتری برگزار می‌شود. یا چراغ (گربها دیپ) یا تصویری از الهه، دورگا (که به آمبا نیز معروف است) در وسط حلقه‌های هم‌مرکز به عنوان شیئی برای عبادت قرار می‌گیرد.

## ریشه‌شناسی
واژه گربا از واژه سانسکریت برای رحم گرفته شده و به معنای حاملگی یا بارداری — زندگی است. به‌طور سنتی، این رقص در اطراف یک فانوس خاکی با نوری در داخل آن به نام گربها دیپ ("چراغ رحم") اجرا می‌شود. این فانوس نماد زندگی است و به ویژه جنین در رحم را نمایندگی می‌کند. رقصندگان به این ترتیب دورگا، شکل زنانه الهه را احترام می‌گذارند.
گربا در یک دایره اجرا می‌شود که نماد دیدگاه هندوی از زمان است. حلقه‌های رقصندگان در چرخش هستند، همان‌طور که در هندو زمان به صورت دایره‌ای است. همان‌طور که چرخه زمان از تولد، زندگی، مرگ و سپس تولد دوباره می‌چرخد، تنها چیزی که ثابت می‌ماند الهه است، آن نماد ثابت در میان همه این حرکت‌های بی‌پایان و بی‌پایان. این رقص نماد این است که خدا، که در اینجا به صورت زنانه نمایانده شده است، تنها چیزی است که در یک جهان بی‌ثبات و در حال تغییر ثابت می‌ماند (جگت).
گربها دیپ همچنین تفسیر نمادین دیگری دارد. خود ظرف نماد بدن است، جایی که الهه (در قالب الهه) در آن ساکن است. گربا در اطراف این نماد رقصیده می‌شود تا این حقیقت را گرامی بدارد که تمام انسان‌ها انرژی الهی دوی در درون خود دارند.

## رقص

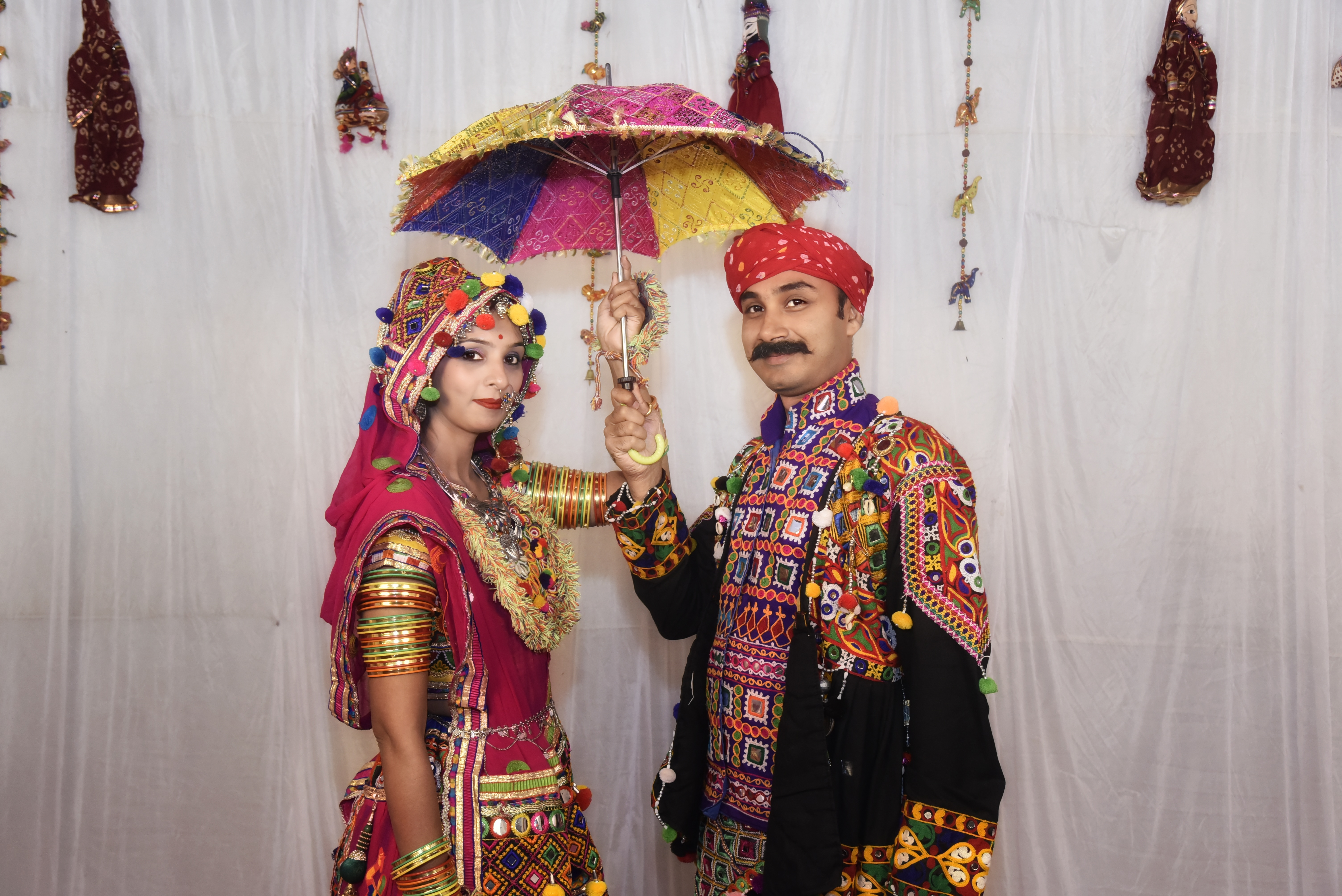
پوشش سنتی گربا: پوشش مردانه سنتی کدیو و پوشش زنانه سنتی چانیا چولی.
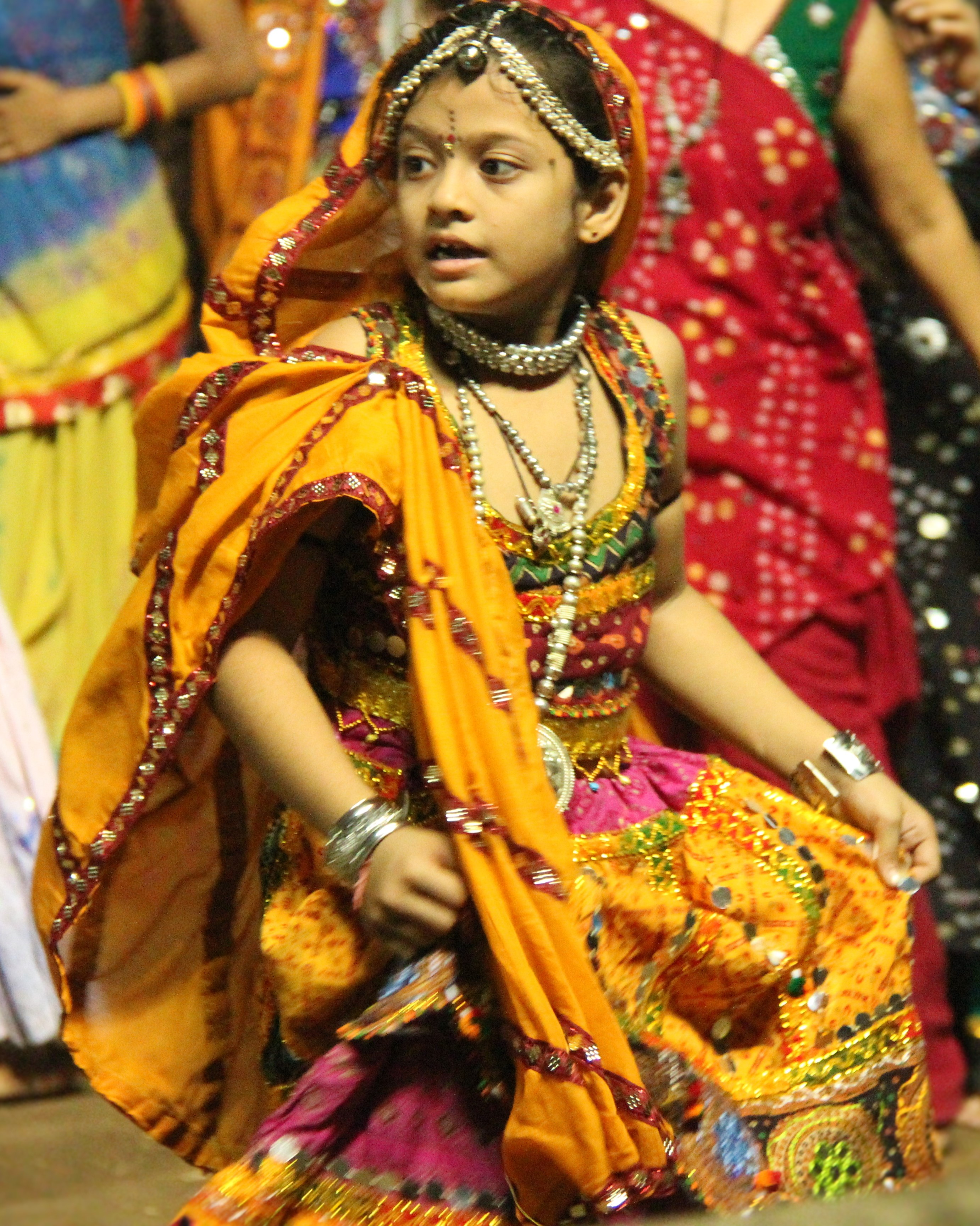
دختر کوچک پوشیده در چانیا چولی.

گربای مدرن همچنین تحت تأثیر شدید داندیا راس (زبان گجراتی: ડાંડીયા રાસ)، رقصی که به‌طور سنتی توسط مردان اجرا می‌شود، قرار دارد.  ادغام این دو رقص منجر به شکل‌گیری رقص پرانرژی‌ای شده که امروزه مشاهده می‌شود.
مردان و زنان معمولاً هنگام اجرای گربا و داندیا لباس‌های رنگارنگ می‌پوشند. دختران و زنان لباس‌های چانیا چولی می‌پوشند، که لباس سه‌تکه‌ای است با چولی, که یک بلوز رنگارنگ و گلدوزی‌شده است، که با چانیا، دامن گشاد و زیبا و دپاتا که معمولاً به روش سنتی گجراتی پوشیده می‌شود، ترکیب می‌شود. چانیا چولی‌ها با مهره‌ها، صدف‌ها، آینه‌ها، ستاره‌ها، گلدوزی‌ها، ماتی و غیره تزیین شده‌اند. به‌طور سنتی، زنان خود را با جومکا (گوشواره‌های بزرگ)، گردنبند، بیندی، باجوبند، چودا و کنگان، کمربند، پایال و موجیری تزیین می‌کنند. پسران و مردان نیز کفنی پایجاما همراه با غاغرا که یک کورتا کوتاه و گرد است و بالای زانو قرار دارد و پگادی بر سر و دپاتای بندنی، کادا و موجیری می‌پوشند. در زبان گجراتی، این لباس‌های مردانه 'کدیو' نامیده می‌شود. طی سال‌ها، علاقه به گربا تنها افزایش یافته است. در هند، به ویژه در میان دیاسپورای گجراتی، علاقه زیادی به گربا وجود دارد. به‌طور سنتی، این رقص در حلقه‌های هم‌مرکز اجرا می‌شود و تمام گروه یک گام را به‌طور هماهنگ اجرا می‌کنند، با ضرب‌آهنگ شروع کند و به تدریج سرعت می‌گیرد.
گربا و داندیا راس در ایالات متحده نیز بسیار محبوب هستند، جایی که بیش از ۲۰ دانشگاه هر ساله مسابقات راس/گربا را در مقیاس بزرگ با رقص‌چینی حرفه‌ای برگزار می‌کنند. شهر تورنتو در کانادا اکنون بزرگ‌ترین گربای سالانه آمریکای شمالی را از نظر تعداد شرکت‌کنندگان میزبانی می‌کند. گربا همچنین در بریتانیا بسیار محبوب است، جایی که جوامع گجراتی متعددی شب‌های گربا خود را برگزار می‌کنند و این رقص در میان جامعه گجراتی در سراسر جهان بسیار محبوب است.

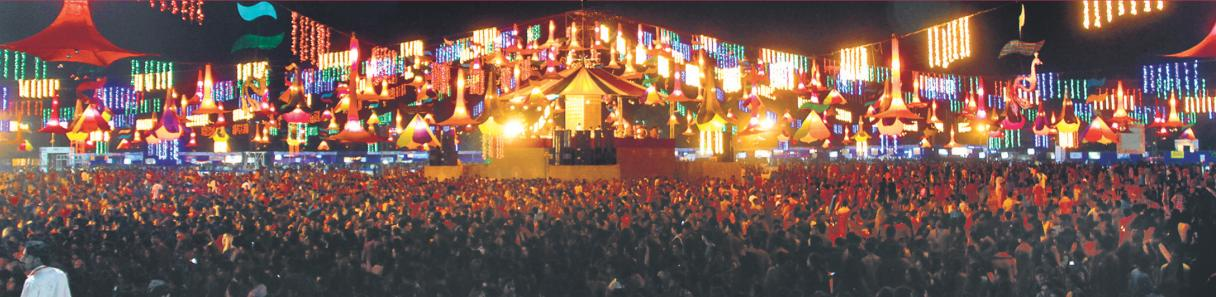
زنان و مردان در حال اجرای گربا به عنوان بخشی از جشن‌های نوراتری در وادودارا

## سنت
گربا یک رقص فولکلور گجراتی است که در نوراتری، جشنی که نه شب به طول می‌انجامد، جشن گرفته می‌شود. آهنگ‌های گربا معمولاً حول موضوعات الهه‌های نه‌گانه می‌چرخند. سبک‌های گربا از منطقه‌ای به منطقه دیگر در گجرات متفاوت است.
پوشش سنتی رقصنده گربا معمولاً قرمز، صورتی، زرد، نارنجی و چانیاهای رنگارنگ، چولی یا غاغرا چولی است. همچنین دپاتا با بندنی (رنگرزی گرهی)، ابلا (آینه‌های بزرگ) یا با حاشیه‌های ضخیم گجراتی پوشیده می‌شود. رقصندگان گربا همچنین جواهرات سنگین مانند ۲ تا ۳ گردنبند، دستبندهای درخشان، کمربندهای کمر و گوشواره‌های بلند اکسید شده می‌پوشند. به‌طور سنتی، مردان کدیا و پایجاما یا دوتی به همراه دستبند و گردنبند اکسید شده می‌پوشند. معمولاً چوب‌های داندیا از چوب ساخته می‌شوند.

## ثبت
در دسامبر ۲۰۲۳، یونسکو گربا را به عنوان میراث فرهنگی ناملموس ثبت کرد.